# Dagmar Gelbke
Dagmar Gelbke (* 20. Juli 1950 in Leipzig) ist eine deutsche Schauspielerin, Kabarettistin und Sängerin.

## Leben und Karriere
Dagmar Gelbke wuchs als Tochter eines Orchesterleiters auf. Im Jahr 1959 wurde sie als Neunjährige Siegerin in der Show Herzklopfen kostenlos, einem von Heinz Quermann moderierten Talentwettbewerb im DDR-Fernsehen. Zunächst wurde sie Fremdsprachenkorrespondentin, erlernte den Bühnentanz an der Leipziger Fachschule für Tanz und ging dort 1967 zum Studium an die Hochschule für Musik und Theater „Felix Mendelssohn Bartholdy“ Leipzig.
Mit dem Hochschulabschluss und dem Berufsausweis einer Sängerin wurde Gelbke im Jahr 1970 freischaffende Künstlerin. Sie trat in Kulturhäusern der DDR auf, wie beispielsweise im Friedrichstadt-Palast oder am Metropol-Theater (Berlin-Mitte), sowie im osteuropäischen Raum mit ihren Programmen auf. Zusammen mit Helga Hahnemann wurde sie einem größeren Publikum bekannt. Beide traten sechs Jahre lang als komisches Duo in Fernsehshows und auf Theaterbühnen auf.
Nach der Wende arbeitete sie zunächst als Fotografin, Sekretärin und Schiffsentertainerin – bis sie 1993 Ensemblemitglied beim Berliner Kabarett-Theater Kartoon (Regie: Peter Tepper) wurde. Seit 1998 ist Gelbke ständiger Gast des Kabaretts Die Oderhähne in Frankfurt (Oder). Dort rief sie unter Mitwirken des Intendanten Wolfgang Flieder auch eine Revue in Erinnerung an Helga Hahnemann ins Leben.
Anfang der 2000er-Jahre veröffentlichte sie zwei Kochbücher, in denen auch Kollegen (Dagmar Frederic und Frank Schöbel) ihre Rezepte preisgaben. Außerdem schreibt sie seit 2005 monatliche Kolumnen für die Berliner Zeitschrift jotw.d. Ab 2008 studierte sie Kulturwissenschaften an der Fernuniversität in Hagen.
Gelbke hat eine Tochter und lebt in Berlin.

## Theater (Auswahl)
- 1977: Fantasie in Farbe – Friedrichstadt-Palast Berlin
- 1979: Ferdinand wird Vater – Kinderrevue – Friedrichstadt-Palast Berlin
- 1980: Himmelsmacht Liebe – Friedrichstadt-Palast Berlin
- 1981: Berlin – täglich neu – Friedrichstadt-Palast Berlin
- 1986: Revuezirkus – Friedrichstadt-Palast Berlin
- 1989: König David Bericht – Volkstheater Halberstadt
- 1999: Phantom der Oper – Tournee (Rolle: Mimi)
- 2003: Wie es euch gefällt – Theaterhaus Berlin (Rolle: Herzogin)
- 2004: Hartz-Infarkt – Kabarett Kartoon Berlin
- 2006: Charlys Tante – Comedia Saxonia
- 2007: Ein verzwicktes Paar – Kabarett Kartoon Berlin (mit Klaus-Peter Pleßow)
- 2008: Klasse Verarscht – Kabarett mit Gert Kießling (ehemals Kabarett Distel)
- 2009: Wer ist Herr Bunbury – Kabarett-Revue mit Frank Brunet
- 2015: Heisse Zeiten – Katielli-Theater Datteln; Rolle: Die Vornehme
- 2015: NonnStopp – Katielli-Theater Datteln; Rolle: Mutter Oberin

## Filmografie (Auswahl)
- 1978: Fantasie in Farbe
- 1978: Burgparty
- 1980: War einmal (DEFA-Kurzdokumentarfilm, Regie: Christian Klemke)[5]
- 1980: Helga's Top(p)-Musik(e)
- 1980: Ferdinand wird Vater
- 1982: Im Palast zu Gast: Berlin – täglich neu
- 1987: Revuezirkus
- 1993: Jetzt kommt die Süße
- 1996: Alarmcode 112
- 2000: Die Schlager des Jahres 2000
- 2003: Streit um drei
- 2004: Aspirin und Rollmops
- 2006: Aspirin und Rollmops II

## Auszeichnungen
- 1971:  1. Platz beim Berliner Schlagerwettbewerb*
- 1978:  Goldmedaille beim Nationalen Interpretenwettbewerb in Karl-Marx-Stadt